# Willem Rooseboom

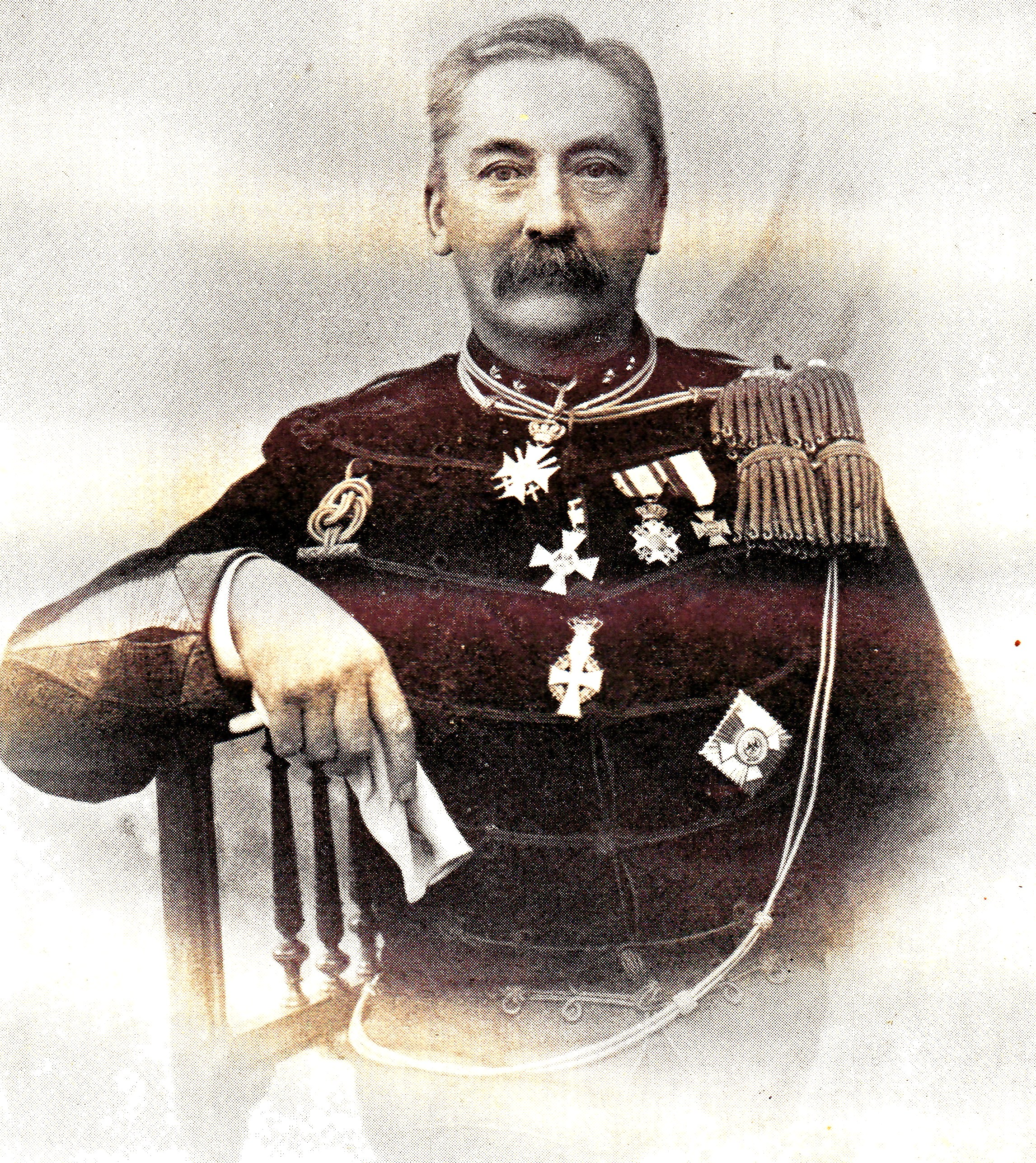
Willem Rooseboom, 1899

Willem Rooseboom (* 9. März 1843 in Amsterdam; † 6. März 1920 in Den Haag) war ein einflussreicher niederländischer Militär, außerdem war er Generalgouverneur von Niederländisch-Indien.
Er war Offizier bei den Pionieren, war bei dem Generalstab (niederländisch: Generale Staf) und unterrichtete später als Dozent an einer Militärschule. Zudem war er Publizist auf dem Gebiet der Verteidigung. Unter dem Pseudonym „Henri Raloff“ veröffentlichte er unter anderem Romane.
Im Jahre 1899 wurde er von Minister Cremer zum Generalgouverneur von Niederländisch-Indien ernannt. Rooseboom hatte die unglückliche Aufgabe die Verteidigungsanlagen der Kolonie auszubauen, was jedoch misslang. Er wollte das Wohlstandsniveau der Bevölkerung anheben, auch hier war Rooseboom nur mäßiger Erfolg beschieden. Sein Adjutant wurde am 1. Mai 1900 Han de Booy, der am 16. Mai 1897 Hilda Boissevain heiratete.
Von 1884 bis 1894 gehörte er als Vertreter der Liberale Unie der Zweiten Kammer der Generalstaaten an.